# マリア・エレナ・マデルナ
マリア・エレナ・マデルナ （Maria Elena Maderna、1975年9月1日 - ）は、アルゼンチンの女子プロボクサー。ブエノスアイレス出身。第3代WBO女子世界ライト級王者。

## 来歴
2008年5月17日、モンテビデオのパラシオ・ペニャロールでクリス・ナムスと対戦し、0-3（2者が55-60、57-60）の判定負けを喫しデビュー戦を白星で飾れなかった。 
2008年8月22日、ブエノスアイレス州ラファエル・カスティージョでギエルミナ・フェルナンデスと対戦し、プロ初勝利となる3-0（40-37.5、39.5-38.5、39.5-38）の判定勝ちを収めた。
2008年10月3日、ブエノスアイレス州カルロス・カサレスでギエルミナ・フェルナンデスと対戦し、3-0の判定勝ちを収めた。
2008年11月28日、モンテビデオのシリンドロ・ムニシパルでニコール・ウッズと対戦し、0-3（73-80、72-79、72-80）の判定負けを喫した。
2009年1月23日、プンタ・デル・エステでクリス・ナムスと対戦し、0-3（56-60、55-60、55-60）の判定負けを喫し7ヵ月ぶりの再戦でナムスに雪辱を許した。
2009年4月4日、サンタフェ州ロサリオでマリア・エウゲニア・キロガと対戦し、0-3の判定負けを喫した。
2009年5月9日、リオネグロ州サン・カルロス・デ・バリローチェでエディス・マティセと対戦し、1-2（38.5-39.5、39-38、38.5-39.5）の判定負けを喫した。 
2011年5月14日、ブエノスアイレス州ラス・フロレスでパメラ・エリザベス・ベナビデスとアルゼンチンFAB女子ライト級王座決定戦を行い、3-0（98-95、97-95、98-94）の判定勝ちを収め王座獲得に成功した。
2012年10月5日、ブエノスアイレス州タピアレスでクラウディア・ロペスとIBF女子世界スーパーフェザー級王座決定戦を行い、0-3（92-98、92-97、92-97）の判定負けを喫し王座獲得に失敗した。 
2013年6月14日、ブエノスアイレス州ラス・フロレスでWBO女子世界ライト級王者エリス・パチェコと対戦し、2-0（98-90、97-91、94-94）の判定勝ちを収め王座獲得に成功した。
2013年12月20日、ブエノスアイレス州アベジャネーダでダイアナ・アヤラと対戦し、3-0の判定勝ちを収め初防衛に成功した。
2014年4月4日、ブエノスアイレス州フロレンシオ・バレーラでダリア・バサヒリイーと対戦し、3回57秒TKO勝ちを収め2度目の防衛に成功した。
2014年5月30日、ブエノスアイレス州タピアレスでアンヘラ・マルシアレスと対戦し、7回1秒、マルシアレスの棄権により3度目の防衛に成功した。
2014年8月15日、ブエノスアイレスでアマンダ・セラノと対戦し、6回54秒KO負けを喫し4度目の防衛に失敗、王座から陥落した。
2015年1月30日、ブエノスアイレス州ベロニカでルス・ステファニー・アキノと南米女子ライト級王座決定戦を行い、0-3の判定負けを喫し王座獲得に失敗した。
2015年7月24日、ブエノスアイレス州フロレンシオ・バレーラでヨハナ・アルフォンソとWBO女子世界ライト級王座決定戦に挑むが、0-3判定で敗れ王座獲得ならず。

## 戦績
- 27戦 14勝（2KO）10敗 3分

## 獲得タイトル
- アルゼンチンFAB女子ライト級王座
- 第3代WBO女子世界ライト級王座（防衛3=陥落）